# Quirine Oosterveld
Quirine Oosterveld (ur. 5 marca 1990 roku w Holandii) – holenderska siatkarka. Gra na pozycji atakującej. Obecnie występuje w DELA Martinus Amstelveen. Wcześniej grała w siatkówkę plażową.

## Kariera
- DELA Martinus Amstelveen
- Taurus Houten